# Tephrialia nigropicta
Tephrialia nigropicta är en fjärilsart som beskrevs av Lucas Friedrich Julius Dominikus von Heyden 1891. Tephrialia nigropicta ingår i släktet Tephrialia och familjen nattflyn. Inga underarter finns listade i Catalogue of Life.